# Vernár
Vernár este o comună slovacă, aflată în districtul Poprad din regiunea Prešov. Localitatea se află la altitudinea de 778 m deasupra n.m., se întinde pe o suprafață de 52,88 km2 și în 2017 număra 578 de locuitori. Se învecinează cu comuna Hranovnica.

## Istoric
Localitatea Vernár este atestată documentar din 1295.

## Demografie
| An:                | 1994 | 2004   | 2014   | 2024   |
| ------------------ | ---- | ------ | ------ | ------ |
| Număr de persoane: | 711  | 642    | 585    | 547    |
| Diferență:         |      | −9,70% | −8,87% | −6,49% |

| An:                | 2023 | 2024   |
| ------------------ | ---- | ------ |
| Număr de persoane: | 556  | 547    |
| Diferență:         |      | −1,61% |